# Margate City
Margate City é uma cidade localizada no estado americano de Nova Jérsei, no Condado de Atlantic.

## Demografia
Segundo o censo americano de 2000, a sua população era de 8193 habitantes.
Em 2006, foi estimada uma população de 8601, um aumento de 408 (5.0%).

## Geografia
De acordo com o United States Census Bureau tem uma área de
4,1 km², dos quais 3,6 km² cobertos por terra e 0,5 km² cobertos por água.

## Localidades na vizinhança
O diagrama seguinte representa as localidades num raio de 8 km ao redor de Margate City.